# Passiflora coriacea
Passiflora coriacea is een passiebloem, die opvalt door zijn dwars langwerpig-ellipsvormige, leerachtige blad dat 7-30 cm breed en 2,5-7 cm lang kan worden. Het blad is donkergroen met vaak lichtgroene of gele vlekjes. De bladsteel is 2-4,5 cm lang. De klimplant vormt 4–6 m lange stengels. In de bladoksels ontspringen de ranken die daar worden geflankeerd door steunblaadjes.
De bloemen onder aan de plant groeien solitair of in paren uit de bladoksels. Hoger op de plant groeien de bloemen in kale trossen aan het einde van de groeischeuten. De bloemen zijn 2,5-3,5 cm breed. De kelkblaadjes zijn langwerpig-lancetvormig, geelachtig groen en tot 1,5 × 0,5 cm groot. De bloemen hebben geen kroonbladen wat typerend is voor soorten uit de supersectie Cieca. De corona bestaat uit twee rijen, die paarsachtig bruin zijn aan de basis er daarboven gelig. De buitenste rij is 0,6–0,8 cm lang en de binnenste rij is circa 0,2 cm lang. In het midden van de corona ontspringt de androgynofoor. De vrucht is bolvormig, donkerblauw en 1–2 cm groot.
In Guatemala wordt het geplette zaad van deze plant gebruikt als insectenverdelger tegen kakkerlakken. De plant heeft weinig last van ongedierte als wolluis, bladluis, rode spintmijt, witte vlieg, rupsen en zelfs slakken.
Passiflora coriacea komt voor van Mexico tot Peru op hoogtes tot 2000 m.
Passiflora coriacea kan in België en Nederland in de vensterbank worden gehouden en in het warme seizoen buiten worden gezet. De plant kan vermeerderd worden door zaaien of stekken.

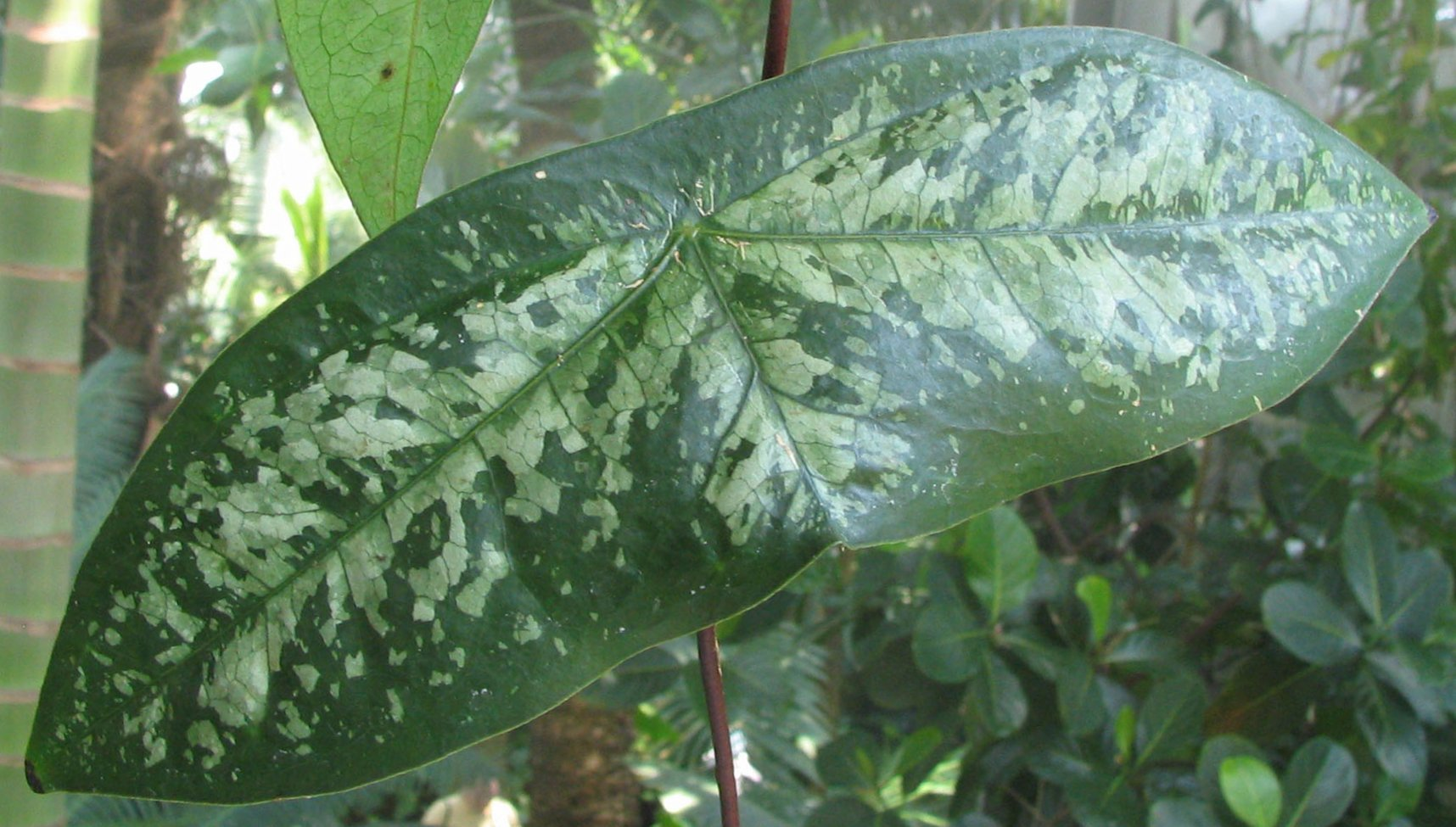
Blad

... · 
P. alata · 
P. aurantia · 
P. biflora · 
P. caerulea (Blauwe passiebloem) · 
P. citrina · 
P. coccinea · 
P. coriacea · 
P. edmundoi · 
P. edulis · 
P. edulis forma edulis · 
P. edulis forma flavicarpa · 
P. foetida · 
P. gibertii · 
P. herbertiana · 
P. incarnata · 
P. jorullensis · 
P. kermesina · 
P. laurifolia · 
P. ligularis · 
P. lindeniana · 
P. loefgrenii · 
P. lutea · 
P. morifolia · 
P. murucuja · 
P. organensis · 
P. picturata · 
P. punctata · 
P. quadrangularis · 
P. racemosa · 
P. rubra · 
P. serratifolia · 
P. suberosa · 
P. subpeltata · 
P. tarminiana · 
P. tulae · 
P. vitifolia · 
P. xishuangbannaensis · 
P. yucatanensis · 
...